# Medovka
Medovka (in armeno Մեդովկա?) è un comune di 427 abitanti (2001) della Provincia di Lori in Armenia.